# باشگاه فوتبال بزانسون
باشگاه فوتبال بزانسون (به انگلیسی: Besançon FC) یک باشگاه فوتبال در فرانسه که در بزانسون مستقر است.این تیم در دسته ای(E) مسابقات قهرمانی آماتور فرانسه که پنجمین رده در لیگ فوتبال فرانسه است، شرکت می‌کند.

## تیم فعلی
- آرنود مایو دروازه‌بان (فوتبال)
- لوکاس بیسون دروازه‌بان (فوتبال)
- لودویک گولیارد مدافع
- کارانماندی دابو مدافع
- میکائیل کورتوت مدافع
- لوکاس کوئنین مدافع
- نیکولا پزنتی مدافع
- یانیس فایره هافبک
- یوهان کرولت هافبک
- هرمان مکونگو هافبک
- پیر کاینت هافبک
- استیون کرولت هافبک
- آنتونی ویسیدو هافبک
- الیاس هاکا هافبک
- نعیم محمودی هافبک
- محمد باکو هافبک
- راشد رحال هافبک
- متیو جئوگوگ مهاجم (فوتبال)
- عماد بوزید مهاجم (فوتبال)
- نعیم لوخیار مهاجم (فوتبال)
- بالا آتانگانا مهاجم (فوتبال)